# Fiume Veneto
Fiume Veneto est une commune de la province de Pordenone dans la région Frioul-Vénétie Julienne en Italie.

## Administration
| Période                                  | Période | Identité | Étiquette | Qualité |
| ---------------------------------------- | ------- | -------- | --------- | ------- |
|                                          |         |          |           |         |
| Les données manquantes sont à compléter. |         |          |           |         |

### Hameaux
Cimpello, Pescincanna, Bannia, Praturlone

### Communes limitrophes
Azzano Decimo, Casarsa della Delizia, Chions, Pordenone, San Vito al Tagliamento, Zoppola

## Jumelages
La ville de Fiume Veneto est jumelée avec :
- Castelsarrasin (France) depuis le 22 septembre 2007 ;
- Sirnitz (Autriche) depuis le 5 septembre 1993 ;
- Hüde (Allemagne) depuis le 6 juillet 2002 ;
- Kőszeg (Hongrie).